# Deer Park (Califòrnia)
Deer Park és una concentració de població designada pel cens dels Estats Units a l'estat de Califòrnia. Segons el cens del 2000 tenia 1.433 habitants.

## Demografia
Segons el cens del 2000, Deer Park tenia 1.433 habitants, 575 habitatges, i 395 famílies. La densitat de població era de 96,7 habitants per km².
Dels 575 habitatges en un 26,6% hi vivien nens de menys de 18 anys, en un 59% hi vivien parelles casades, en un 6,4% dones solteres, i en un 31,3% no eren unitats familiars. En el 24,7% dels habitatges hi vivien persones soles el 6,4% de les quals corresponia a persones de 65 anys o més que vivien soles. El nombre mitjà de persones vivint en cada habitatge era de 2,45 i el nombre mitjà de persones que vivien en cada família era de 2,88.
Per edats la població es repartia de la següent manera: un 19,7% tenia menys de 18 anys, un 6,9% entre 18 i 24, un 27,6% entre 25 i 44, un 30,9% de 45 a 60 i un 14,8% 65 anys o més.
L'edat mediana era de 43 anys. Per cada 100 dones de 18 o més anys hi havia 94,9 homes.
La renda mediana per habitatge era de 63.833 $ i la renda mediana per família de 69.741 $. Els homes tenien una renda mediana de 45.197 $ mentre que les dones 40.750 $. La renda per capita de la població era de 34.665 $. Entorn del 3,1% de les famílies i el 4,3% de la població estaven per davall del llindar de pobresa.

## Poblacions més properes
El següent diagrama mostra les poblacions més properes.